# Сан-Хуан де Никарагуа
 Сан-Хуа́н де Никара́гуа (ранее именовался Сан-Хуа́н дель Но́рте и Гре́йтаун) — город и муниципалитет в Никарагуа, расположенный в департаменте Рио-Сан-Хуан.

## География
Муниципалитет расположен на восточном побережье страны, в южной части бывшего Москитового Берега. На севере граничит с муниципалитетом Блуфилдс, на юге с Коста-Рикой, на западе с муниципалитетом Эль-Кастильо. Состоит из двух комарок (административно-территориальных единиц): Конгрехеры и Рио-Индио. Климат экваториальный. Основными занятиями жителей, преимущественно англоговорящих афроиндейских метисов, являются рыболовство и отчасти земледелие.

## История
Город был основан испанскими конкистадорами в 1541 году; в 1707 и 1762 годах разрушался индейцами-мискито. В 1740 году ненадолго оказался под британским контролем, затем был возвращён под власть Испании. В 1796 году объявлен свободным портом, а в 1821 году в нём были возведены новые оборонительные сооружения. В скором времени испанцы были изгнаны, а город вошёл в состав Соединённых провинций Центральной Америки, но в 1841 году был захвачен мискито при поддержке Великобритании, а в январе 1848 года оказался в составе британского протектората Москитовый Берег и был переименован в Грейтаун в честь британского губернатора Вест-Индии Чарльза Грея, после чего наступил короткий период экономического процветания. Город обладал очень удобной гаванью и был фактически единственным портом в регионе, хотя в период с 1832 по 1848 год территория мыса Аренас, составлявшего его восточную границу, продвинулась почти на одну морскую милю на запад.
Главным событием в истории города в XIX веке стала бомбардировка американским кораблём 13 июля 1854 года, ставшая результатом конфликта, возникшего в мае между капитаном зашедшего в порт американского корабля и местными жителями; в ходе неё было разрушено 80 домов. Это событие имело относительно широкий международный резонанс. После фактического разрушения Грейтаун и особенно его гавань, площадь которой продолжала стремительно сокращаться, стали постепенно приходить в упадок, хотя его население продолжало расти. В 1860 году Грейтаун вместе с остальной территорией Москитового Берега был передан Великобританией Никарагуа, формально сохранив статус свободного порта, — однако на деле сразу же после передачи местными торговцами была введена 5%-я пошлина на ввозные товары, а в 1863 году она была увеличена до 10 %.
9 апреля 1984 года, во время гражданской войны между сандинистами и контрас, город был атакован американскими вертолётами.
В 2002 году был переименован из Сан-Хуан дель Норте в Сан-Хуан де Никарагуа, получив своё нынешнее название.